# A-Yo
"A-YO" é uma canção da artista musical estadunidense Lady Gaga, contida em seu quinto álbum de estúdio Joanne. Foi composta e produzida pela própria com o auxílio de Mark Ronson e BloodPop, sendo composta pelo trio em conjunto com Hillary Lindsey. A faixa foi lançada em 18 de outubro de 2016, através da Interscope Records, servindo como segundo single promocional do disco.

## Composição
"A-YO" é uma canção funk com influências do electro e do rock. Gaga disse que a canção é sobre "deixar nossos inimigos no pó".

## Desempenho nas tabelas musicais

### Posições
| Tabela musical (2016)                                  | Melhor posição |
| ------------------------------------------------------ | -------------- |
| Canadá (Canadian Hot 100)                              | 55             |
| Escócia (The Official Charts Company)                  | 87             |
| Eslováquia (IFPI Slovenská Republika)                  | 58             |
| Estados Unidos (Billboard Hot 100)                     | 66             |
| França (Syndicat National de l'Édition Phonographique) | 167            |
| Irlanda (Irish Recorded Music Association)             | 67             |
| Portugal (Associação Fonográfica Portuguesa)           | 92             |
| Reino Unido (UK Singles Chart)                         | 66             |
| Chéquia (IFPI Česká Republika)                         | 56             |
| Suíça (Schweizer Hitparade)                            | 62             |
| Venezuela (Record Report)                              | 12             |